# بواگ
بواگ (انگلیسی: BAWAG) شرکت خدمات مالی و بانکداری اتریشی است، که در سال ۱۹۲۲ تأسیس شد.